# Albert Balink
Albert Balink (3 août 1906 – 8 février 1976) est un journaliste et cinéaste néerlandais qui a contribué à l'essor du cinéma indonésien. Né aux Pays-Bas, il commence une carrière dans le journalisme culturel aux Indes orientales néerlandaises. Cinéaste autodidacte, il sort au milieu des années 1930 un documentaire et deux longs métrages, avant d'immigrer aux États-Unis et de reprendre sa carrière de journaliste.